# Клистерватн
Клистерватн (норв. Klistervatnet) — озеро на границе Норвегии и России в долине реки Паз. Административно входит в Мурманскую область России и коммуну Сёр-Варангер Норвегии. Площадь 17,2 км², из них 12,75 в Норвегии. Расположено на высоте 21 м над уровнем моря.
Относится к водосборному бассейну Баренцева моря, связывается с ним рекой Паз. Питание озера в основном снеговое и дождевое. Рельеф берега разнообразный от равнинного до высот на 120 м от уровня озера (гора Иороффинтунтури). На озере 2 крупных залива: залив Куйвалахти (южная часть озера, целиком в России) и бухта Неверскруккбукта (Скруккебукт) (западная часть озера, целиком в Норвегии). На озере несколько островов, одни из крупнейших Элленхолмен и Исо-Палосаари. Озеро по реке Паз вверх соединяется с озером Контиоярви (Бьёрнватн), а по реке вниз с озером Фоссеватн (через водопад Харефоссен).
На озере расположены норвежские населённые пункты Копарик, Сульвик, Браттли, Вестдал, Вестволл, Сульванг, Нурвик, Нурдмо, Дале. Российских населённых пунктов на озере нет. Вдоль восточного берега озера проходит автомобильная дорога «Кола».